# На брега
„На брега“ (на английски: On the Beach) е постапокалиптичен фантастичен филм от САЩ, по едноименния роман на Невил Шут.
Режисьор е Стенли Крамър. Участват Грегъри Пек, Ава Гарднър, Фред Астер и Антъни Пъркинс. Премиерата на филма е в края на 1959 г. (книгата излиза през 1957 г.) и се осъществява едновременно във всички световни столици, включително и Москва (тогава - столица на СССР). Темата е рискът от унищожение на човечеството в резултат от ядрена война и неминуемите поражения от евентуална такава. Сюжетът проследява последиците от хипотетичен конфликт, засягащ пряко Северното полукълбо, но с гибелен ефект и над Южното. Действието се фокусира най-вече върху трагедията на последните (накрая също умиращи, както явно и всички останали на Земята) хора в Австралия, а филмът с оптимистичния лозунг „Все още има време, братя“, отнасящ се до зрителите и до евентуалното помиряване и разоръжаване на ядрените сили, което би било в противовес на реално разгарящата се по онова време надпревара във въоръжаването.

## Сюжет
Действието се развива през 1964 година, в месеците, последвали края на Трета световна война, конфликт довел до опустошаването на Северното полукълбо от замърсената с атомни отлагания атмосфера и избил всичко живо там. Бавно въздушните течения понасят отлаганията на юг към единствените останали годни за живеене райони в Южното полукълбо.
В Австралия оцелелите засичат неразбираем морзов сигнал, идващ от Западното крайбрежие на Съединените щати. На последната американска атомна подводница, под командването на Австралийските кралски военноморски сили и с командир капитан Дуайт Тауърс (Грегъри Пек), е заповядано да отплава на север към САЩ, за да се опита да осъществи контакт с подателя на сигнала. Той тръгва, изоставяйки новата си приятелка (любовница), алкохоличката Мойра Дейвидсън (Ава Гарднър). С него отива и австралийският морски офицер Питър Холмс (Антъни Пъркинс), който от своя страна се разделя със съпругата си Мери (Дона Андерсън), с която имат бебе-дъщеричка. Поръчва и да убие детето и самата себе си, в случай че бедствието, което се очаква достигне съответния мащаб, а той още не се е прибрал. Австралийското правителство раздава на населението самоубийствени хапчета и инжекции, с които да си направят евтаназия и да си спестят агонията и страданията, причинявани от лъчевата болест. Мери реагира много емоционално на перспективата да постъпи така.
Според една от научните теории, радиационните нива в близост до Северния ледовит океан е възможно да са по ниски в сравнение с тези, измерени в средата на Северното полукълбо, т.е. радиацията може и да се разпръсне преди да достигне Южното полукълбо. Проверяването на тази теория е възложено на екипажа на подводницата паралелно с основната им мисия. След като плават до Пойнт Бароу, Аляска, те установяват, че е точно обратното.
Изводите им относно доловения сигнал също са потресаващи. Край град Сан Диего, Калифорния офицерът по комуникациите, екипиран с противорадиационен костюм и кислородна маска е изпратен на брега, за да проучи електроцентралата, откъдето идва. Източникът излиза една наклонена бутилка от Кока-Кола, която е превързана през гърлото с корда, завързана за отворения прозорец. Окенския бриз отваря и затваря прозореца, от което бутилката се мести и удря в околните метални флакони, като по този начин се превръща в предавател. Използвайки морзовия код, той изпраща съобщение, в което обяснява ситуацията, след което се връща на подводницата.
Пак в Австралия всички се опитват да се насладят на всички удоволствия преди да е настъпил краят. Ученият Джулиън Осбърн (Фред Астер) печели Гран При на Австралия, в което много от състезателите, нямайки какво да губят, загиват при различни инциденти. Осбърн се самоубива в затворения си гараж, задушавайки се от газовете, отработвани от запаления двигател на автомобила му. Други прибягват до смъртоносните хапчета. Подлудената Мери Холмс първо е упоена, а когато се свестява, то е само за да се отрови, заедно с мъжа си и бебето си.
Дуайт и Мойра се отправят на риболовно пътешествие за уикенда. Двамата се настаняват в курорт и прекарват една романтична нощ в стаята си под грохота на надигаща се буря. Завръщайки се в Мелбърн, Тауърс научава, че човек от екипажа е развил лъчева болест. Смъртоносната радиация е достигнала града. Той иска да остане с Мойра, но подводничарите настояват да отплуват към Америка и да умрат у дома си. Тауърс избира дълга пред любовта и те отплуват под погледа на жената, докато улиците на Мелбърн опустяват.

## В ролите
| Актьор            | Роля                  |
| ----------------- | --------------------- |
| Грегъри Пек       | капитан Дуайт Тауърс  |
| Ава Гарднър       | Мойра Дейвидсън       |
| Фред Астер        | Джулиън Осбърн        |
| Антъни Пъркинс    | лейтенант Питър Холмс |
| Дона Андерсън     | Мери Холмс            |
| Джон Тейт         | адмирал Брайди        |
| Харп МакГуайър    | лейтенант Съндерстром |
| Лола Бруукс       | лейтенант Хосгууд     |
| Кен Уейни         | лейтенант Бенсън      |
| Гай Долман        | лейтенант Фаръл       |
| Ричард Мейкъл     | Дейвис                |
| Джон Мейлън       | Ралф Суейн            |
| Джо МакКормък     | Акерман               |
| Лу Върнън         | Бил Дейвидсън         |
| Кевин Бренан      | доктор Кинг           |
| Кийт Идън         | доктор Флетчър        |
| Базил Булър-Мърфи | сър Дъглас Фроуд      |
| Пади Моран        | Стивънс               |
| Грант Тейлър      | Морган                |

## Продукция
Снимките на филма протичат от средата на януари до края на март 1959 г. в Австралия. Сцените на брега са заснети на плажовете в Коуи на остров Филип. Една част от филма е снимана в Беруик, а друга във Франкстън, и двете - предградия на Мелбърн. Бюджетът на лентата е $ 2 900 000.

## Римейк
Филмът има телевизионен римейк от 2000 година, с участието на Арманд Асанте. Филмът е копродукция на Австралия и САЩ.

## Награди и номинации
- Награда БАФТА за Стенли Крамър от 1960 г.
- Награда Синя лента за най-добър чуждоезичен филм от 1961 г.
- Награда на „Националния борд на кинокритиците“ за един от десетте най-добри филма през 1959 г.
- Награда Златен глобус за най-добра музика на Ернест Голд от 1960 г.
- Номинация за Оскар за най-добра музика в драма или комедия за Ернест Голд от 1960 г.
- Номинация за Оскар за най-добър монтаж на Фредерик Кнудтсон от 1960 г.
- Номинация за Златен глобус за най-добра драма през 1960 г.
- Номинация за Златен глобус за най-добър режисьор на Стенли Крамър през 1960 г.
- Номинация за Златен глобус за най-добра второстепенна мъжка роля на Фред Астер през 1960 г.
- Номинация за Златен глобус за най-добър филм, насърчаващ световното разбирателство през 1960 г.
- Номинация за БАФТА за най-добра чуждестранна актриса на Ава Гарднър от 1960 г.
- Четвърто място за наградата Златен Лоуръл за най-добра драма през 1960 г.[3]